# Cotoneaster garhwalensis
Cotoneaster garhwalensis är en rosväxtart som beskrevs av Klotz. Cotoneaster garhwalensis ingår i släktet oxbär, och familjen rosväxter. Inga underarter finns listade i Catalogue of Life.